# 아이사리촌
아이사리촌(相去村)은 이와테현 이사와군에 설치되었던 촌이다. 현재의 기타카미시와 가네가사키정에 해당한다.

## 연혁
- 1878년 - 아이사리촌이 이사와군에서 히가시와가군으로 이관되다.
- 1889년 4월 1일 - 정촌제 시행에 따라 기존의 아이사리촌 단독으로 촌제 시행해 신제의 히가시와가군 아이사리촌이 발족.
- 1896년 3월 29일 - 이사와군에 복귀해 이사와군 아이사리촌이 됨.
- 1954년
  - 4월 1일 - 와가군 구로사와지리정, 이토요촌, 오니야나기촌, 사라키촌, 후타코촌 및 에사시군 후쿠오카촌과 합병해 기타카미시가 됨.
  - 10월 1일 - 이와테현 지사의 권고에 따라 구촌역의 일부(로쿠하라)가 기타카미시에서 이사와군 가네가사키정에 이관되다.

## 교통

### 철도
- 일본국유철도 도호쿠 본선 - 역 없음

### 도로
- 국도 4호선